# Naoki Mizunuma
Naoki Mizunuma (水沼 尚輝 Mizunuma Naoki?), född 13 december 1996, är en japansk simmare.

## Karriär
I juli och augusti 2021 tävlade Mizunuma för Japan vid OS i Tokyo. Han slutade på 10:e plats på 100 meter fjärilsim samt var en del av Japans kapplag tillsammans med Ryosuke Irie, Ryuya Mura och Katsumi Nakamura som slutade på sjätte plats på 4×100 meter medley och satte ett nytt asiatiskt rekord med tiden 3.29,91.
I juni 2022 vid VM i Budapest tog Mizunuma silver på 100 meter fjärilsim.

## Resultat
| År   | Tävling | Ort      | Gren              | Placering        | Tid          |
| ---- | ------- | -------- | ----------------- | ---------------- | ------------ |
| 2019 | VM      | Gwangju  | 50 m fjärilsim    | 21:e (heat)      | 23,74        |
| 2019 | VM      | Gwangju  | 100 m fjärilsim   | 9:e (semifinal)  | 51,71        |
| 2019 | VM      | Gwangju  | 4×100 m medley    | 4:e              | 3.30,35      |
| 2019 | VM      | Gwangju  | 4×100 m mixmedley | –                | 0DSQ0        |
| 2021 | OS      | Tokyo    | 100 m fjärilsim   | 10:e (semifinal) | 51,46        |
| 2021 | OS      | Tokyo    | 4×100 m medley    | 6:e              | 3.29,91 0AR0 |
| 2022 | VM      | Budapest | 50 m fjärilsim    | 20:e (heat)      | 23,60        |
| 2022 | VM      | Budapest | 100 m fjärilsim   | Silver           | 50,94        |
| 2022 | VM      | Budapest | 4×100 m medley    | 9:e              | 3.34,17      |
| 2022 | VM      | Budapest | 4×100 m mixmedley | 7:e              | 3.45,28      |